# 14953 Bevilacqua
14953 Bevilacqua (1996 CB3) là một tiểu hành tinh vành đai chính được phát hiện ngày 13 tháng 2 năm 1996 bởi M. Tombelli và G. Forti ở Asiago.